# برنجاسف خاکستری
 برنجاسف خاکستری(نام علمی: Artemisia ludoviciana) نام یک گونه از سرده درمنه‌ها است.